# Добрий Шлях
Добрий Шлях (Добра Путь) — історична місцевість, поселення, мікрорайон Києва, розташована між вулицями Листопадна місцевості Цимбалів яр та Максима Рильського місцевості Голосіївський ліс. Простягається вздовж вулиць Добрий Шлях, Горяної.
Як заселена місцевість відома з 1914 року. Сучасна мережа вулиць у Доброму Шляху склалася у 1930-і роки, теперішні назви надані їм у 1944—1955 роках (крім вулиці Добрий Шлях, відомої з 1914 року). Найінтенсивніший період забудови — 1930—50-і роки.
За переказами, звідси, з колишньої околиці Деміївки, виряджали чумаків до Криму, бажаючи їм доброї дороги — звідси і походить назва.
Забудова — малоповерхова садибна, частково збереглася забудова 1-ї третини XX століття.

## «Добрий шлях» в літературі
«Добрий шлях» — назва 4-го роману Костянтина Матвієнка з циклу «Крізь брами українських часів». В тексті йдеться саме про цю київську вулицю і є фантастичне припущення, що саме від неї бере початок зоряний «Чумацький Шлях», що його деколи називають добрим.